# Nagykemence
Nagykemence (szlovákul: Kamenica nad Cirochou, korábban Veľká Kamenka) község Szlovákiában, az Eperjesi kerület Homonnai járásában.

## Fekvése
Homonnától 7 km-re keletre, a Ciróka-patak bal oldalán fekszik.

## Élővilága
Az országban a legtöbb gólyafészekkel rendelkező települések között tartják számon.

## Története
1317-ben „Kementze” néven említik először, amikor Károly Róbert király a Drugeth családnak adta hűséges szolgálataikért. 1333-ban a pápai tizedjegyzék mint Cirókahosszúmező filiáját említi. 1416-ban már „Nagy Kementze” alakban tűnik fel. A Drugeth család egészen a 17. század elejéig volt a település birtokosa. Ezután a Szirmay, majd a Csáky család tulajdona lett, akik a 18. században felépítették a falu kastélyát.
A 18. század végén Vályi András így ír róla: „Kis, és Nagy Kemencze. Két tót falu Zemplén Várm. Kis Kemenczének földes Ura G. Csáky Uraság, Nagy Kemenczének pedig Szirmay Úr, lakosai katolikusok, fekszenek Modrához, Hazsinához, és Pericsének is szomszédságokban, határjok három nyomásbéli, hegyes, völgyes nyomásbéli, kavitsos; gabonát, zabot, árpát terem, a’ Nagy Kemenczei határ jó búzát is, igen tsekély tájok van, legelőjök elég bőven, piatzok Homonnán, Nagy Kemenczének malmai nevezetesek.”
Fényes Elek 1851-ben kiadott geográfiai szótárában így ír a faluról: „Kemencze (Nagy), Zemplén vmegyében, tót-orosz falu, Cziróka-Hosszumező fil. 654 római, 196 gör. kath., 3 ref. lak. 1397 hold szántófölddel, két malommal a Cziróka vizén, erdővel. Van papiros-malma is. F. u. gr. Csáky. Ut. p. Nagy-Mihály.”
Borovszky Samu monográfiasorozatának Zemplén vármegyét tárgyaló része szerint: „Nagykemencze, a Cziróka-völgyben fekszik. Tót kisközség, körjegyzőségi székhely. Van 168 háza és 1039 nagyobbára róm. kath. vallású lakosa. Saját postája van, távírója és vasúti állomása Homonna. Hajdan a homonnai uradalomhoz tartozott, mígnem 1613-ban Drugeth György a homonnai jezsuitáknak adományozta. Majd az ungvári jezsuita-kollégium tulajdonába ment át, de a XVIII. században a Szirmayaké lett és később a Csákyaké, azután az Andrássyaké. Most gróf Andrássy Gézának van itt nagyobb birtoka és csinos kastélya, melyet még a Csákyak építtettek. A községbeli róm. kath. templom 1831-ben épült. Az itteni szesz- és téglagyár a gróf Andrássy-féle uradalomhoz tartoznak. A községhez tartozik Paulova-tanya is.”
1920 előtt Zemplén vármegye Homonnai járásához tartozott. Utolsó birtokosa gróf Andrássy Géza volt.

## Népessége
| Év:            | 1994. | 2004.   | 2014.   | 2024.   |
| -------------- | ----- | ------- | ------- | ------- |
| Emberek száma: | 2208  | 2335    | 2388    | 2305    |
| Eltérés:       |       | +5,75 % | +2,26 % | -3,47 % |

| Év:            | 2023. | 2024.   |
| -------------- | ----- | ------- |
| Emberek száma: | 2287  | 2305    |
| Eltérés:       |       | +0,78 % |

1880-ban 1002 lakosából 7 magyar, 60 német és 919 szlovák anyanyelvű volt. Ebből 796 római katolikus, 149 görögkatolikus, 54 izraelita és 3 evangélikus vallású volt.
1890-ben 1078 lakosából 23 magyar, 1 német, 1028 szlovák és 26 egyéb anyanyelvű volt.
1900-ban 1039 lakosából 26 magyar, 22 német, 8 ruszin, 949 szlovák és 26 egyéb anyanyelvű volt.
1910-ben 1067 lakosából 113 magyar, 2 német, 868 szlovák és 84 egyéb anyanyelvű volt. Ebből 863 római katolikus, 139 görögkatolikus, 40 izraelita, 15 református és 10 evangélikus vallású volt. Pásztorhegynek 249 lakosa volt.
1921-ben 1071 lakosából 13 magyar, 13 orosz, 962 csehszlovák és 83 állampolgárság nélküli volt.
1930-ban 1160 lakosából 1006 csehszlovák, 10 zsidó, 1 ruszin és 143 állampolgárság nélküli volt. Ebből 915 római katolikus, 210 görögkatolikus, 26 izraelita, 1 református és 8 egyéb vallású volt.
1970-ben 2575 lakosából 2559 szlovák, 11 cseh, 5 ukrán volt.
1980-ban 2682 lakosából 2 magyar, 7 ukrán, 16 cseh és 2653 szlovák volt.
1991-ben 2141 lakosából 2 magyar, 2 morva, 3 ruszin, 5 ukrán, 10 cseh, 52 cigány és 2067 szlovák volt.
2001-ben 2272 lakosából 1 orosz, 2 magyar, 4 ruszin, 6-6 cseh és ukrán, 19 cigány és 2229 szlovák volt.
2011-ben 2379 lakosából 2037 szlovák, 204 cigány, 22 ruszin, 8 ukrán, 3-3 cseh és morva, 3 magyar, 2 német, 6 egyéb nemzetiségű és 91 ismeretlen nemzetiségű volt. Ebből 2011 római katolikus és 161 görögkatolikus vallású volt.

## Neves személyek
- Itt született Zavatkay György (1630-1675) bölcseleti doktor, jezsuita áldozópap és tanár.

## Nevezetességei
- Szent István első vértanú tiszteletére szentelt római katolikus temploma 1782-ben épült. A templom előtt egy nagyon öreg, terebélyes hársfa áll.
- A Csáky-kastély 1773-ban épült klasszicista stílusban.
- 1936-ban katonai repülőtér létesült a területén, amely ma a szlovák nemzeti aeroklub tulajdona.
- A falutól 2 km-re gyermektábor működik.